# Křelovice (Észak-plzeňi járás)
Křelovice település Csehországban, a Észak-plzeňi járásban. Křelovice Konstantinovy Lázně, Cebiv, Trpísty, Kšice, Ostrov u Bezdružic, Pernarec és Úněšov településekkel határos. Lakosainak száma 238 fő (2024. január 1.).

## Népesség
A település lakosságának változását az alábbi diagram mutatja:
| Lakosok száma | 771  | 808  | 781  | 292  | 263  | 207  | 223  | 236  | 223  | 238  |
|               | 1869 | 1900 | 1921 | 1961 | 1980 | 2011 | 2016 | 2019 | 2021 | 2024 |